# Baeolidia harrietae
Baeolidia harrietae is een slakkensoort uit de familie van de Aeolidiidae. De wetenschappelijke naam van de soort is voor het eerst geldig gepubliceerd in 1982 door Rudman als Aeolidiopsis harrietae.